# 熊本電気鉄道菊池線

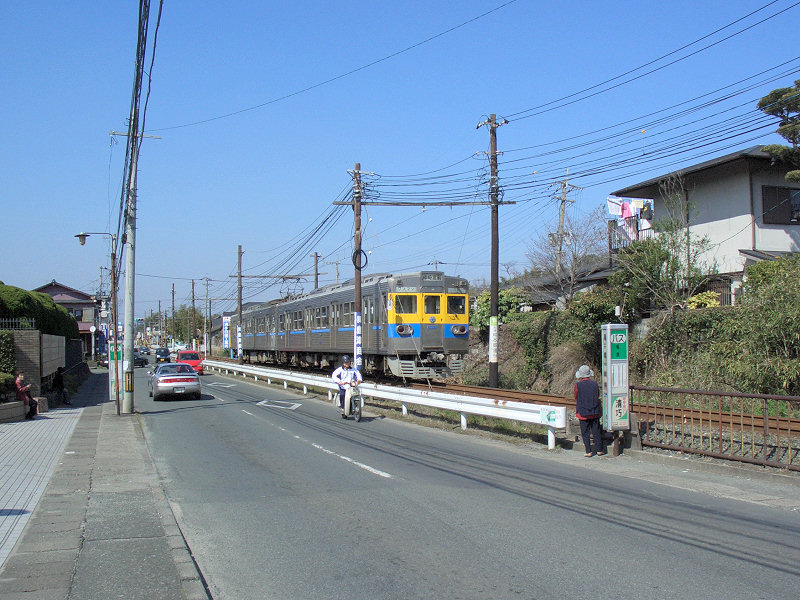
沿線風景

菊池線（きくちせん）は、熊本県熊本市西区の上熊本駅から熊本県合志市の御代志駅までを結ぶ熊本電気鉄道の鉄道路線である。
以前は、温泉地である菊池市の菊池駅まで路線が延びていたが、並行する国道387号を通るバスやマイカーに押され、1986年（昭和61年）に御代志 - 菊池間を廃止して現在の営業区間となった。その廃止区間についてもここで扱う。

## 路線データ

### 現存区間（上熊本 - 御代志）
- 路線距離（営業キロ）：10.6 km
- 軌間：1067 mm
- 駅数：16駅（起終点駅含む）
- 複線区間：なし（全線単線）
- 電化区間：全線（直流600 V）
- 閉塞方式：特殊自動閉塞式（電子符号照査式）
- 最高速度：50km/h[2]

### 廃止区間（御代志 - 菊池）
廃止直前時
- 路線距離（営業キロ）：13.5 km
- 軌間：1067 mm
- 駅数：9駅（御代志駅含む）
- 複線区間：なし（全線単線）
- 電化区間：全線（直流600V）
- 閉塞方式：タブレット閉塞式

## 運行形態
藤崎線・菊池線ともに普通列車のみの運転で、全列車とも終日運転士のみ乗務のワンマン運転である。路線名称上は上熊本駅が起点となっているが、運転系統は藤崎宮前 - 北熊本 - 御代志間（本線）と上熊本 - 北熊本間（上熊本線）とに分かれており、御代志方面への列車は藤崎線の藤崎宮前駅をターミナルとしている。基本的に北熊本駅で藤崎宮前行き、御代志行き、上熊本行きの各列車がほぼ同時刻に発着（接続）して利用客の利便性を考慮したダイヤが組まれている（ただし、朝・夜の時間帯と朝夕ラッシュ時は藤崎宮前行き列車と御代志行き列車の行き違いのみで上熊本行き列車の接続をしない列車もある）
藤崎宮前 - 御代志間は1988年ころまでは藤崎宮前 - 堀川・黒石間（1986年2月15日までの御代志 - 菊池間が存在していた頃は藤崎宮前 - 泗水間）で区間運転が多数設定され、車両の夜間滞泊も藤崎宮前駅・北熊本駅・堀川駅・黒石駅・泗水駅・菊池駅で行われていたが、現在は車庫のある北熊本駅のみで行われ、他の駅では行われていない。2001年2月改正時点の終電は、藤崎宮前 - 御代志間・上熊本 - 北熊本間とも20時台であったが、2009年4月1日のダイヤ改正で藤崎宮前 - 御代志間の終電を22時台、上熊本 - 北熊本間の終電を21時台に繰り下げた（ただし休日はのぞく）。そして2015年7月11日からは、御代志発藤崎宮前行きの始発を6時台前半、藤崎宮前発御代志行きの終電を23時にそれぞれ繰り上げ・繰り下げたほか、上熊本駅 - 北熊本駅間では朝6時台と21時台のそれぞれ後半に1往復ずつ列車を増発した。
藤崎宮前 - 御代志間は沿線に学校や企業が多く存在し、通勤通学客も多いため都市型列車では珍しく平日・土曜日・休祝日の3パターンのダイヤが設定されている。また、大きな沿線イベントや藤崎八幡宮での祭礼行事の開催日、大晦日から元旦にかけては多客が見込まれるため、臨時ダイヤで運転される。

### 藤崎宮前 - 御代志間（本線）
平日は朝夕混雑時15分間隔、日中・夜30分間隔、土曜日は朝のみ15分間隔でそれ以降は終日30分間隔、休日は終日30分間隔で運転されており、日中は北熊本駅・黒石駅、平日朝夕と土曜日の朝ラッシュ時は北熊本駅・堀川駅・黒石駅で列車交換を行う。ほぼすべての列車が藤崎宮前 - 御代志間通し運転であるが、朝夕・深夜に入出庫を兼ねた北熊本始発・終着の列車が数本設定されている。
2022年4月11日ダイヤ改正では金曜日と土曜日のみの深夜に列車が増発となり、日付けを跨いで運行されている。
なお、廃止区間である御代志 - 菊池間については、廃止直前で混雑時おおむね30分間隔、閑散時おおむね1時間間隔の運転であった。
長らく前述のダイヤ形態が維持されてきたが、2020年代になって表面化した日本全国の鉄道事業者共通の課題でもある運転士不足により、2025年2月にダイヤ改正が行われ、平日の朝夕ラッシュ時と土曜の朝は20分、その他時間帯と日祝終日は40分間隔のダイヤへと減便された。この改正で日中の交換駅が堀川駅に一本化されたことにより、これまで北熊本で行われていた3方向接続の法則が崩れ、上熊本方面との接続は正午帯を境に御代志方面と藤崎宮前方面とで変わる。

### 上熊本 - 北熊本間（上熊本線）
朝6時台から夜21時台（休日は7 - 20時台）まで終日30分間隔で運転されている。上熊本 - 北熊本間内折り返し運転のみで北熊本から御代志方面への定期列車は設定されていない。車両検査の関係で、まれに北熊本駅で車両を交換することがある。
前節の本線同様2025年2月のダイヤ改正で減便が行われ、正午帯のダイヤ調整の30分運行を除き、終日40分間隔に変更された。

## 使用車両
藤崎宮前 - 御代志間（本線）
在籍全形式（4ドア車の6000形、3ドア車の01形、03形、1000形）が使用される。
北熊本 - 上熊本間（上熊本線）
3ドア車の01形、03形が使用される（終日1編成のみ）。2016年2月14日までは5000形、2019年7月30日までは200形も使用されていた。

6000形と1000形は上熊本 - 北熊本間での営業運行実績がない。6000形と1000形は車体が大きいので上熊本線には運用に入るとホームとドアの位置が合わないことから上熊本線では運用はしないと決めてある。
全列車とも終日2両固定編成での運用である。
藤崎宮前 - 北熊本 - 御代志間はかつて5000形が主力だった1995年11月頃までは500形と共に朝夕ラッシュ時2両編成、日中1両で運行され、北熊本駅で車両の増結・分割も行われていた。しかし、1995年12月以降に6000形が入線してからは5000形も夏休み期間や正月を除いて終日2両固定編成での運用が多くなり、2000年には完全に6000形に置き換えられて定期列車の北熊本駅での増結・分割が廃止された。

## 歴史
- 1909年（明治42年）3月3日：軌道特許状下付[8]。
- 1913年（大正2年）
  - 3月15日：菊池軌道により高江 - 隈府（のちの菊池）間が開業[8]。軌間914mm。
  - 8月27日：広町 - 藤崎宮前 - 御代志 - 高江間が開業し、池田（現在の上熊本） - 隈府間が全通[8]。
- 1919年（大正8年）12月13日：軌道特許状下付（菊池郡隈府町-鹿本郡山鹿町間）[9]。
- 1923年（大正12年）8月31日：室園 - 隈府間を1067mm軌間に改軌、電化。
- 1942年（昭和17年）5月1日：藤崎宮前 - 隈府間を軌道法による軌道から地方鉄道法による鉄道に変更[10][11]。
- 1948年（昭和23年）1月1日：現社名の熊本電気鉄道となる。
- 1949年（昭和24年）4月1日：藤崎宮前 - 亀井間が室園駅経由から北熊本駅経由に変更。
- 1950年（昭和25年）10月1日：上熊本 - 北熊本間が開業。上熊本 - 隈府間を菊池線、北熊本 - 藤崎宮前間を藤崎線とする。
- 1953年（昭和28年）3月15日：打越駅が開業。
- 1955年（昭和30年）
  - 3月10日：高江 - 菊池（初代。現在の富の原）間の富駅が廃止、同区間に泗水駅が開業。
  - 12月1日：韓々坂駅が開業。
- 1958年（昭和33年）8月1日：菊池駅を富の原駅、隈府駅を菊池駅に改称。
- 1959年（昭和34年）10月1日：御代志 - 大池間の経路を変更。御代志駅・大池駅を移転。
- 1965年（昭和40年）10月16日：再春荘前駅（現在の再春医療センター前駅）が開業。
- 1977年（昭和52年）4月1日：菊池線菊池駅、泗水駅での貨物取り扱いと堀川 - 菊池間の貨物列車運行廃止。
- 1979年（昭和54年）8月1日：上熊本駅での国鉄との貨物連絡運輸が終了。藤崎宮前 - 堀川間、北熊本 - 上熊本間の貨物列車の運行と貨物取り扱いが全て廃止。
- 1984年（昭和59年）
  - 2月1日：鉄道小荷物取り扱い廃止。
  - 9月1日：新須屋駅が開業[12]。
- 1985年（昭和60年）5月1日：ツーマン整理券方式を採用し、普通乗車券の発行廃止。
- 1986年（昭和61年）
  - 2月16日：御代志 - 菊池間が廃止[1]。残った区間でワンマン運転を開始。列車無線使用開始。
  - 6月30日：堀川橋梁が流失し堀川 - 御代志間が不通に。同年12月20日復旧。
- 1988年（昭和63年）
  - 1月11日：閉塞方式をタブレット閉塞式から特殊自動閉塞式（電子符号照査式）に変更。
  - 2月1日：黒石駅が無人化。
  - 4月11日：堀川駅が無人化。
- 1995年（平成7年）1月9日：坪井川公園駅、電波高専前駅（現在の熊本高専前駅）が開業。
- 2001年（平成13年）2月25日：並行する国道387号の拡幅工事に伴い須屋 - 電波高専前間の経路を変更。黒石駅を移転。須屋 - 黒石間に三ツ石駅開業。
- 2003年（平成15年）12月17日：藤崎宮前 - 北熊本 - 御代志間にATSを導入。
- 2004年（平成16年）12月9日：上熊本 - 北熊本間にATSを導入。
- 2008年（平成20年）4月1日：新須屋駅を移転。
- 2009年（平成21年）4月1日：ダイヤ改正。藤崎宮前 - 御代志間の終電車の運転時刻を大幅繰り下げ。
- 2013年（平成25年）3月31日：電波高専前駅を熊本高専前駅に改称。
- 2015年（平成27年）4月1日：交通系ICカード「熊本地域振興ICカード（くまモンのIC CARD）」に対応[13]。
- 2017年（平成29年）
  - 2月22日：藤崎線藤崎宮前駅付近で発生した脱線事故の影響で藤崎線藤崎宮前駅 - 御代志駅間が終日運休となる。翌23日の始発列車より藤崎線黒髪町駅 - 御代志間で折り返し運転を再開。
  - 3月7日：全線で運転再開。
- 2018年（平成30年）5月20日：打越駅の待合所が火災で全焼[14]。
- 2019年（令和元年）10月1日：再春荘前駅を再春医療センター前駅に改称[15]。駅ナンバリング導入[16]。
- 2022年（令和4年）10月10日：合志市の御代志地区土地区画整理事業に伴い、再春医療センター前駅および御代志駅を移設および改キロ (-0.2 km)。有人窓口新設に伴い御代志駅を有人化[17]。
- 2025年（令和7年）2月3日：運転士不足によるダイヤ改正。終日にわたって大幅な減便を実施。[4]

## 駅一覧
全駅熊本県内に所在。駅番号は2019年10月1日から導入。

### 現存区間
- 線路（全線単線） … ◇・＊：列車交換可（＊：菊池線同士の列車交換は不可）、｜：列車交換不可

| 駅番号 | 駅名                 | 駅間営業キロ | 累計営業キロ | 接続路線                                                         | 線路 | 所在地 | 所在地 |
| ------ | -------------------- | ------------ | ------------ | ---------------------------------------------------------------- | ---- | ------ | ------ |
| KD01   | 上熊本駅             | -            | 0.0          | 九州旅客鉄道：■鹿児島本線 熊本市電：上熊本線（上熊本停留場：B1） | ｜   | 熊本市 | 西区   |
| KD02   | 韓々坂駅             | 0.7          | 0.7          |                                                                  | ｜   | 熊本市 | 西区   |
| KD03   | 池田駅               | 0.7          | 1.4          |                                                                  | ｜   | 熊本市 | 西区   |
| KD04   | 打越駅               | 0.7          | 2.1          |                                                                  | ｜   | 熊本市 | 北区   |
| KD05   | 坪井川公園駅         | 0.5          | 2.6          |                                                                  | ｜   | 熊本市 | 中央区 |
| KD08   | 北熊本駅             | 0.8          | 3.4          | 熊本電気鉄道：藤崎線（藤崎宮前方面と直通）                       | ＊   | 熊本市 | 北区   |
| KD10   | 亀井駅               | 1.2          | 4.6          |                                                                  | ｜   | 熊本市 | 北区   |
| KD11   | 八景水谷駅           | 0.4          | 5.0          |                                                                  | ｜   | 熊本市 | 北区   |
| KD12   | 堀川駅               | 0.9          | 5.9          |                                                                  | ◇    | 熊本市 | 北区   |
| KD13   | 新須屋駅             | 1.0          | 6.9          |                                                                  | ｜   | 合志市 | 合志市 |
| KD14   | 須屋駅               | 0.5          | 7.4          |                                                                  | ｜   | 合志市 | 合志市 |
| KD15   | 三ツ石駅             | 0.8          | 8.2          |                                                                  | ｜   | 合志市 | 合志市 |
| KD16   | 黒石駅               | 0.8          | 9.0          |                                                                  | ◇    | 合志市 | 合志市 |
| KD17   | 熊本高専前駅         | 0.9          | 9.9          |                                                                  | ｜   | 合志市 | 合志市 |
| KD18   | 再春医療センター前駅 | 0.3          | 10.2         |                                                                  | ｜   | 合志市 | 合志市 |
| KD19   | 御代志駅             | 0.4          | 10.6         |                                                                  | ｜   | 合志市 | 合志市 |

### 廃止区間
- 所在地は廃止時の、累計営業キロは廃止時かつ上熊本駅からのもの。

| 駅名     | 駅間営業キロ | 累計営業キロ | 接続路線 | 線路 | 所在地   |
| -------- | ------------ | ------------ | -------- | ---- | -------- |
| 御代志駅 | -            | 10.8         |          | ｜   | 西合志町 |
| 大池駅   | 1.2          | 12.0         |          | ｜   | 西合志町 |
| 辻久保駅 | 1.3          | 13.3         |          | ｜   | 西合志町 |
| 高江駅   | 2.1          | 15.4         |          | ｜   | 泗水町   |
| 泗水駅   | 0.5          | 15.9         |          | ◇    | 泗水町   |
| 富の原駅 | 2.2          | 18.1         |          | ｜   | 菊池市   |
| 広瀬駅   | 3.0          | 21.1         |          | ｜   | 菊池市   |
| 深川駅   | 1.6          | 22.7         |          | ｜   | 菊池市   |
| 菊池駅   | 1.6          | 24.3         |          | ◇    | 菊池市   |

### 廃止された駅
廃止区間で最後まで営業していた駅は前節参照。
- 富駅（高江 - 黒木間） - 1913年3月15日開業、1955年3月10日廃止（泗水駅に移転開業による）
- 黒木駅（富 - 菊池〔初代。現在の富の原〕間） - 1921年以前開業、1941年4月10日廃止
- 花房駅（菊池〔初代。現在の富の原〕 - 広瀬間） - 1913年3月15日開業、1955年以降廃止

## 廃止区間の廃線後の状況

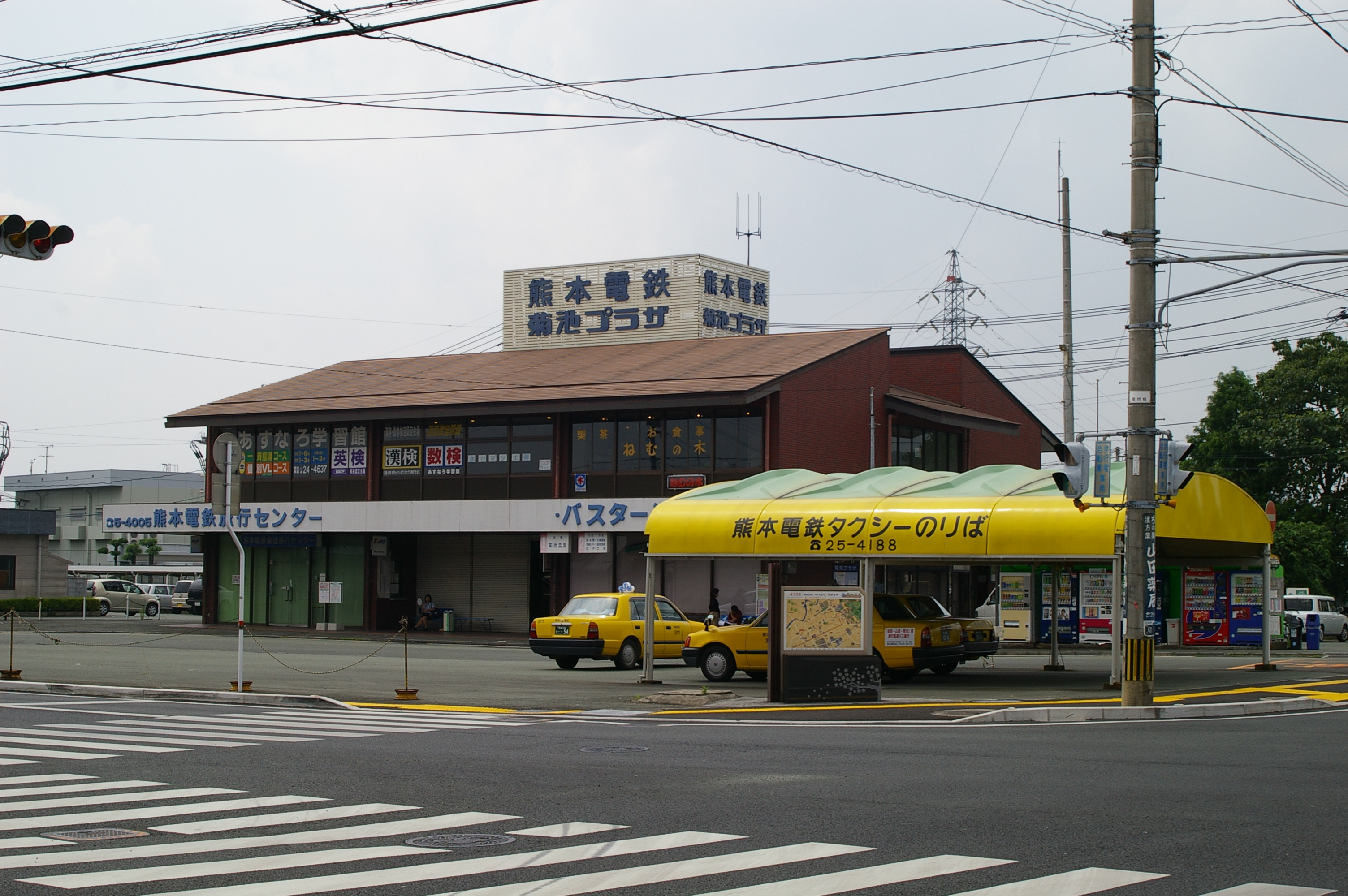
菊池プラザ（2007年7月22日）

合志市（旧・菊池郡西合志町）の御代志駅から、菊池市隈府の菊池駅までの13.5kmは、モータリゼーションの進展による乗客減などを背景に、1986年2月15日の運行をもって廃止された。運行最終日は全線で無料乗車が実施され、名残を惜しむ多くの乗客でにぎわった。
廃止区間各駅の状況は次の通り。
- 旧・御代志駅：2022年10月10日、現在地に移設となり駅施設として役目を終えた（旧駅施設に関しては御代志駅#歴史を参照）。2023年10月、旧駅およひ周辺施設跡にTKU御代志住宅展示場が建てられた。
- 大池駅：駅跡はバス待合所がある。この区間までは後述のように路線復活計画があり、廃線後も熊本電鉄が敷地を所有している。
- 辻久保駅：駅跡付近に広大なバス車庫ができている。
- 高江駅：長く駅舎が残っていたが、2010年までに撤去された。
- 泗水駅：行き違い可能駅であった、駅跡の（2代目）駅舎部分は併設されていた店舗の倉庫に駅名が残っていたが店舗閉鎖後の2021年末に旧駅舎部分も含めた建物を取り壊し、跡地にドラッグストアチェーン店が建てられた。駅施設も部分廃線後整備された「道の駅泗水（孔子公園）」になっている。
- 富の原駅：バス停と駐輪場が残る。
- 広瀬駅：かつては行き違い設備があった。廃止時には撤去されていた。
- 深川駅：同名のバス停がかろうじて面影を残す。
- 菊池駅：廃止直前に建てられた駅舎が「菊池プラザ」として残る。

## 今後の予定

### 路線延長（復活）計画
熊本電気鉄道の項にあるように同社では将来は菊池線を改軌・LRT化して熊本市電と乗り入れを行う構想を計画・提案している。これを受けて熊本県・熊本市・合志市は電鉄案のほか、市電の藤崎宮前までの延長と同一ホーム乗り換えという形も含め、検討委員会を設けて事業計画の策定を行うことが2007年3月に決定した。この計画の中で熊本電鉄は、実現の際には廃線後も同社が保有している御代志 - 大池間の敷地を用い、車両基地の整備と、旧大池駅のそばにある熊本県農業公園（菊池までの区間が廃止された後の1991年に開設）までの路線を延長する計画を表明している。